# Ardglass
Ardglass est un village irlandais dans le comté de Down, sur la mer d'Irlande à 8 kilomètres au sud-est de Downpatrick.

## Histoire
Autrefois très forte et très commerçante, la ville a décliné au milieu du XIXe pour devenir un petit port de pêche et de plaisance. 